# Thief (computerspel)
Thief is een stealthspel ontwikkeld door Eidos Montreal en uitgegeven door Square Enix op 28 februari 2014 in Europa. Het spel is uitgekomen voor de PlayStation 3, PlayStation 4, Xbox 360, Xbox One en ook voor Windows. Die laatste is geporteerd door het Nederlandse Nixxes Software BV. Het is het vierde spel in de Thief-serie en het vervolg op Thief: Deadly Shadows.

## Gameplay
De speler speelt als meesterdief Garrett en probeert al sluipend te stelen van de rijken, met geweld als laatst mogelijke redmiddel.

## Ontvangst
| Beoordeeld door      | Jaar | Platform      | Score |
| -------------------- | ---- | ------------- | ----- |
| PC Games (Duitsland) | 2014 | Windows       | 85%   |
| Mana Pool            | 2014 | Windows       | 80%   |
| Games.co.il          | 2014 | Windows       | 79%   |
| NZGamer              | 2014 | PlayStation 4 | 71%   |
| 4Players.de          | 2014 | PlayStation 4 | 59%   |
| 4Players.de          | 2014 | Xbox One      | 59%   |
| 4Players.de          | 2014 | PlayStation 3 | 58%   |
| 4Players.de          | 2014 | Xbox 360      | 58%   |
| Jeuxvideo.com        | 2014 | Xbox 360      | 50%   |
| Jeuxvideo.com        | 2014 | PlayStation 4 | 50%   |